# Какумяэ (порт)
Порт Ка́кумяэ (эст. Kakumäe sadam, код: EEKAK), также я́хтенный порт Ха́вен Ка́кумяэ (эст. Haven Kakumäe Jahisadam) — морской яхтенный порт на западном берегу залива Копли, на полуострове Какумяэ, Таллин, Эстония. Оператор порта — общество с ограниченной ответственностью Haven Management OÜ. Адрес порта: ул. Ноода, 8.

## История порта
Порт Какумяэ — самая новая пристань для яхт в Таллине с хорошо функционирующей инфраструктурой и в хороших природных условиях. Открыт в 2017 году. Здесь также созданы условия для водных видов спорта. Цель порта Какумяэ — стать первой пятизвёздочной мариной в странах Балтии, соответствующей высоким стандартам сертификата «Bluestar Marina».
Территория современного порта Какумяэ долгое время принадлежала хутору Сууревялья (поэтому в непосредственной близости от гавани расположена улица Сууревялья). До присоединения Эстонии к СССР портовая территория принадлежала Луизе Гроссфельдт (Luise Grosssfeldt), а до возвращения земель в начале 1990-х годов её владельцем был рыболовецкий колхоз имени М. С. Кирова.
Колхоз имени Кирова построил первую в этом регионе инфраструктуру для выхода в море — причал для небольших рыбацких судов. В рыбном порту также были построены здания для производства и ремонта рыболовных сетей и цеха рыбопереработки. Основанное в 1991 году акционерное общество AS Spratfil приватизировало колхозные здания; остальные земли, граничащие с гаванью, были возвращены прежним владельцам или приватизированы другими лицами. С 2015 года территория порта принадлежит инвестиционной компании Haven Kakumäe OÜ, которая занимается развитием порта и прилегающих к нему объектов.

## Описание порта
Территория порта — 43 053,14 м², площадь акватории — 77 880 м². Число причальных мест — 300. Связь по телефону +37253700023 или по 10 каналу МВ. Период навигации: с 1 мая по 31 октября. Подъезд к порту на автомобильном транспорте осуществляется по улице Леста.
Технические данные порта согласно Регистру портов Эстонии:
- общий тоннаж судна — до 500 тонн;
- наибольшая длина судна — 30 м;
- наибольшая ширина судна — 9 м;
- наибольшая осадка судна — 3,4 м;
- наименьшая ширина судового хода — 45 м;
- наименьшая глубина судового хода — 3,5 м.

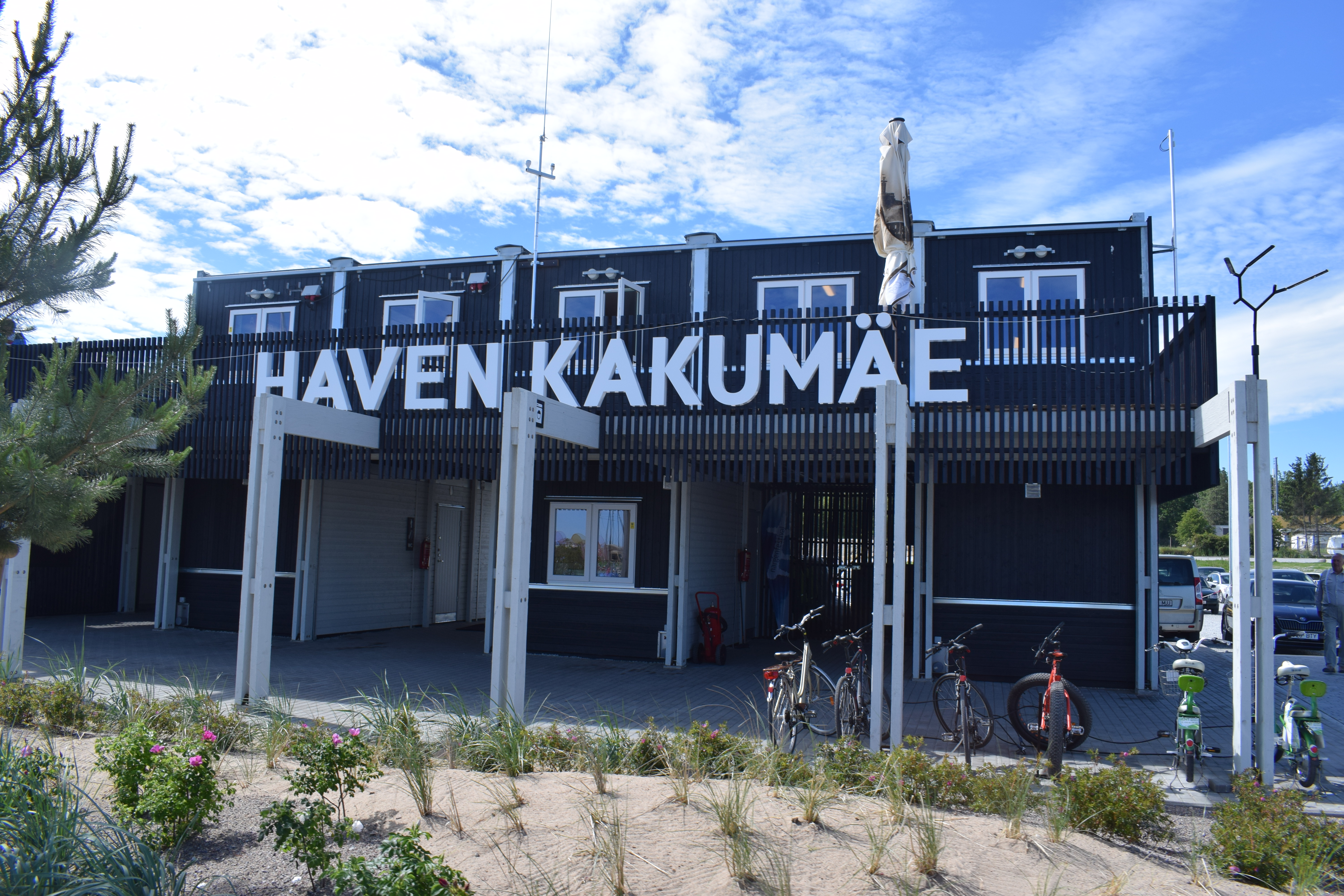
Офисное здание порта Какумяэ

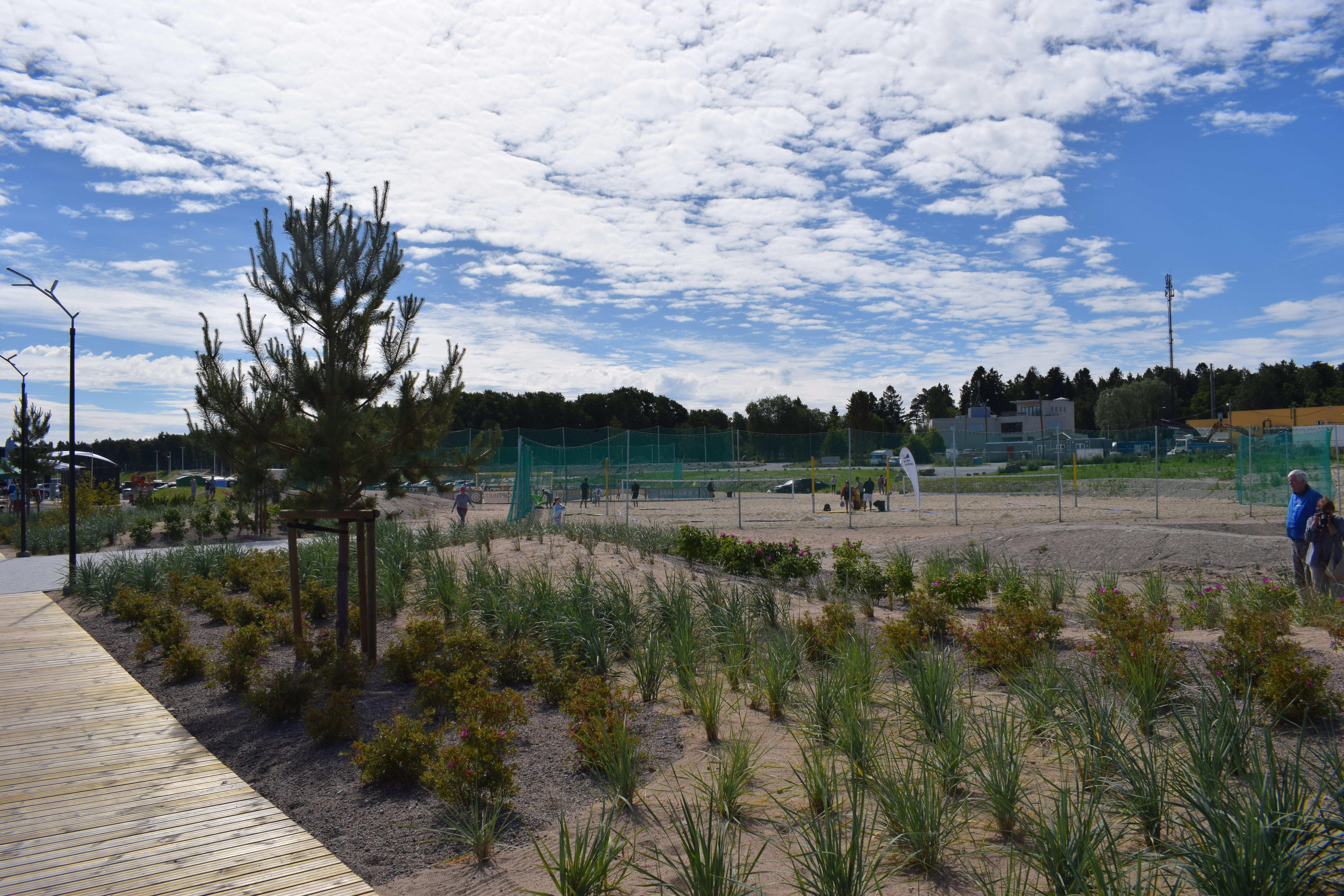
В порту Какумяэ в 2017 году

Порт имеет 11 причалов, все — плавучие:
| Наименование причала | Тип причала | Глубина у причала, м | Длина причала, м |
| -------------------- | ----------- | -------------------- | ---------------- |
| А                    | плавучий    | 2,2                  | 180              |
| B - G                | плавучий    | 2,4                  | 171              |
| B - R                | плавучий    | 2,0                  | 171              |
| C - G                | плавучий    | 3,0                  | 167,4            |
| C - R                | плавучий    | 2,5                  | 167,4            |
| D - G                | плавучий    | 3,1                  | 142,5            |
| D - R                | плавучий    | 2,9                  | 165              |
| E                    | плавучий    | 3,3                  | 39               |
| F                    | плавучий    | 3,8                  | 60               |
| G - 1 - гостевой     | плавучий    | 3,5                  | 54               |
| G - 2 - гостевой     | плавучий    | 3,2                  | 39               |

Предоставляемые портом услуги:
- электричество на причалах;
- автоматическая топливная заправка (бензин и дизель);
- питьевая вода на причалах (98 кранов);
- приём бытового мусора, макулатуры и опасных отходов;
- слип шириной 25 метров;
- рамный кран для подъёма маломерных судов до 130 тонн; оборудован также мачтовым краном (18 м);
- зимнее хранение лодок и яхт в отапливаемых эллингах (как для жителей Таллина, так и для гостей города);
- стиральная машина и сушилка;
- видео-охрана 24/7;
- бесплатная сеть Wi-Fi;
- ресторан «Puri»[4].

## Показатели
Торговый оборот:
| Год        | 2017  | 2018    | 2019     | 2020     | 2021     | 2022     | 2023     | 2024, прогноз |
| ---------- | ----- | ------- | -------- | -------- | -------- | -------- | -------- | ------------- |
| Тысяч евро | 227,8 | ↗ 705,5 | ↗ 1010,0 | ↗ 1311,0 | ↗ 1595,6 | ↘ 1367,8 | ↘ 1314,1 | ↘ 1027,0      |

В 2019 году в общем торговом обороте предприятия Haven ManagementT OÜ портовые услуги составили 55,6 %, сдача недвижимости в аренду — 27,3 %, судоремонт — 15,3 %; в 2023 году соответственно — 74,0 %, 23,4 % и 0 %.
Средняя численность работников:
| Год  | 2017 | 2018 | 2019 | 2020 | 2021 | 2022 | 2023 | 2024 |
| ---- | ---- | ---- | ---- | ---- | ---- | ---- | ---- | ---- |
| Чел. | 3    | ↗ 9  | ↘ 8  | → 8  | ↗ 9  | ↗ 11 | ↘ 10 | ↘ 8  |

Средняя заработная плата:
| Год  | 2017 | 2018   | 2019   | 2020   | 2021   | 2022   | 2023   | 2024   |
| ---- | ---- | ------ | ------ | ------ | ------ | ------ | ------ | ------ |
| Евро | 981  | ↗ 1299 | ↗ 1465 | ↗ 1503 | ↘ 1446 | ↘ 1334 | ↗ 1559 | ↗ 1767 |